# Elvira Roca Barea
Pour les articles homonymes, voir Roca.
María Elvira Roca Barea, née en 1966 à El Borge (province de Malaga, Espagne) est une essayiste, écrivaine et professeure espagnole. Elle devient connue après la publication de son essai Imperiofobia en 2016.

## Biographie
Elvira Roca Barea obtient une licence en philologie classique à l'université de Malaga en 1989. Son mémoire de licence est publié sous le titre de La estética del discurso en las Cartas de Plinio el Joven. Elle réalise les cours de doctorat sous la direction d'Antonio Alberte González et à l'université François-Rabelais de Tours sur la langue et la littérature françaises, la rhétorique et la paléographie qui lui servent pour obtenir un doctorat en littérature médiévale en 1995 avec sa thèse Edición Crítica y Estudio del Arte Predicatoria Ad Noticiam Artis Predicandi.
Elle travaille ensuite au Consejo Superior de Investigaciones Científicas (CSIC) et elle donne des cours à l'université Harvard. Elle donne des conférences et écrit dans des journaux comme El Mundo et El País.
En 2016, Elvira Roca Barea publie son essai Imperiofobia y leyenda negra: Roma, Rusia, Estados Unidos y el Imperio español. Le livre obtient un grand succès commercial ainsi qu'une grande répercussion médiatique et académique. Le livre dépeint la légende noire sur l'Espagne et propose une défense de l’Empire espagnol contre tout ce qui est protestant.
En 2018, elle reçoit la médaille d'Andalousie.
En 2019, elle publie un livre critique sur les élites espagnoles, Fracasología. España y sus elites: de los afrancesados a nuestros días.

## Publications
- Edición crítica y estudio del arte predicatoria “Ad noticiam artis predicandi”, Universidad de Málaga. 1997.  (ISBN 978-84-749-6499-8).
- El caballero de la piel de tigre, de Shota Rustaveli (Elvira Roca, trad.). Universidad de Málaga. 2003.  (ISBN 978-84-749-6994-8).
- Tratado militar de Frontino. Humanismo y caballería en el cuatrocientos castellano, Traducción del siglo XV, de Sexto Julio Frontino. CSIC. 2010. p. 488.  (ISBN 978-84-000-9263-4).
- Imperiofobia y leyenda negra: Roma, Rusia, Estados Unidos y el Imperio español, Ediciones Siruela, 2016. p. 363.  (ISBN 978-84-173-0886-5).
- 6 relatos ejemplares 6, Ediciones Siruela, 2018.  (ISBN 978-84-168-5423-3).
- Fracasología. España y sus elites: de los afrancesados a nuestros días, Madrid, Espasa, 2019.  (ISBN 9788467057010).